# Phil Trinter
Phil Trinter (Lorain, 8 de enero de 1969) es un deportista estadounidense que compitió en vela en la clase Star.
Ganó tres medallas en el Campeonato Mundial de Star entre los años 1992 y 2013, y una medalla de plata en el Campeonato Europeo de Star de 1998. Participó en los Juegos Olímpicos de Atenas 2004, ocupando el quinto lugar en la clase Star.

## Palmarés internacional
| \| Campeonato Mundial \| Campeonato Mundial \| Campeonato Mundial \| Campeonato Mundial \| \| Año \| Lugar \| Medalla \| Clase \| \| ----------------------- \| ------------------------------ \| ------------------ \| ------------------ \| \| 1992 \| San Francisco (Estados Unidos) \| Medalla de plata \| Star \| \| 1993 \| Kiel (Alemania) \| Medalla de oro \| Star \| \| 2013 \| San Diego (Estados Unidos) \| Medalla de oro \| Star \| \| Campeonato Europeo[n 1] \| \| \| \| \| Año \| Lugar \| Medalla \| Clase \| \| 1998 \| Kiel (Alemania) \| Medalla de plata \| Star \| |                                |                  |       |
| Campeonato Mundial |                                |                  |       |
| Año | Lugar                          | Medalla          | Clase |
| 1992 | San Francisco (Estados Unidos) | Medalla de plata | Star  |
| 1993 | Kiel (Alemania)                | Medalla de oro   | Star  |
| 2013 | San Diego (Estados Unidos)     | Medalla de oro   | Star  |
| Campeonato Europeo |                                |                  |       |
| Año | Lugar                          | Medalla          | Clase |
| 1998 | Kiel (Alemania)                | Medalla de plata | Star  |

1. ↑  En algunas ediciones del Campeonato Europeo se permitió la participación de regatistas de otros continentes.